# Estação Ferroviária de Fuseta
A Estação Ferroviária de Fuseta, igualmente conhecida como de Fuseta-Moncarapacho (nome assim tradicionalmente grafado pela C.P., apenas raramente "Fuzeta", mesmo após 1945, apesar da unanimidade especializada preconizar "Fuzeta"), é uma interface da Linha do Algarve, que serve as localidades de Fuzeta e Moncarapacho, no Distrito de Faro, em Portugal. Foi inaugurada no dia 1 de Setembro de 1904.

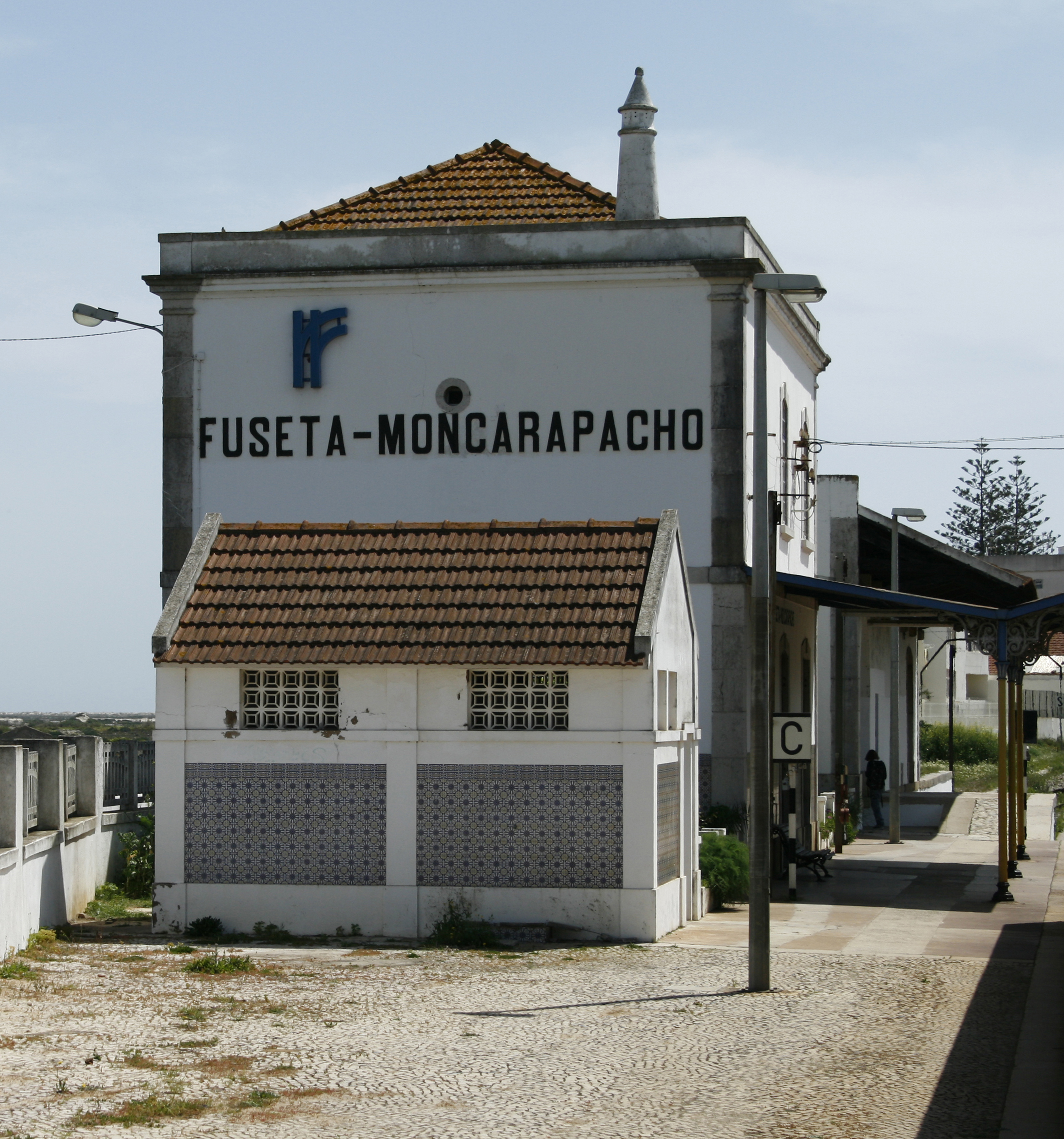
Estação de Fuseta-Moncarapacho, em Abril de 2010.

## Descrição

### Localização e acessos
A estação está situada a cerca de um quilómetro de distância da vila da Fuseta; mais precisamente a 879 m do Largo 1.º de Maio, mais que os 570 m que daí dista o Apeadeiro de Fuseta-A.

### Infraestrutura
Esta interface apresenta apenas duas vias de circulação (I e II), ambas com 134 m de extensão e cada uma acessível por plataforma de 110 m de comprimento e 685 mm de altura. O edifício de passageiros situa-se do lado nordeste da via (lado direito do sentido ascendente, a V.R.S.A.).

### Serviços
Em dados de 2023, esta interface é servida por comboios de passageiros da C.P. de tipo regional tipicamente com treze circulações diárias de Faro a Vila Real de Santo António e doze no sentido oposto.

## História

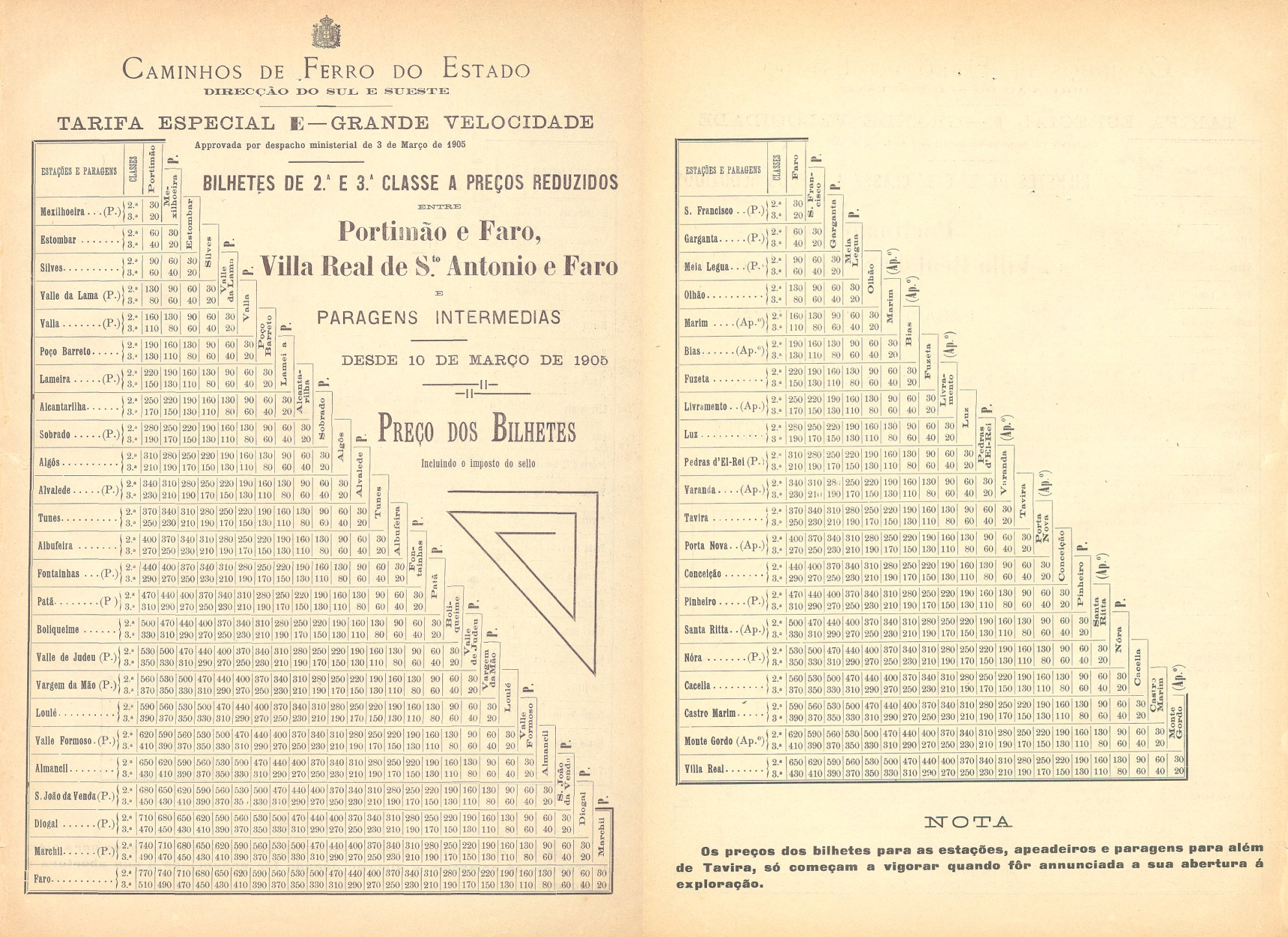
Aviso de 1905, onde esta interface aparece com a denominação original, Fuzeta.

### Planeamento, construção e inauguração
Durante o planeamento da via férrea entre Faro e Vila Real de Santo António, que nessa altura era considerada como parte do Caminho de Ferro do Sul, foi escolhido o local para a estação da Fuseta, que ficaria nas proximidades da vila. No entanto, em Maio de 1902 o Conselho Superior de Obras Públicas propôs várias alterações no projecto, incluindo o da futura estação da Fuzeta, que foi deslocada para um local mais distante da vila, mas com melhor acesso à estrada real. Ainda nesse ano, foi enviado a este órgão o projecto definitivo para a construção do segundo troço da ligação ferroviária entre Faro e Vila Real de Santo António, estando incluída a construção da estação servindo a Fuseta, que ficaria ligeiramente distanciada da vila, de modo a servir também a localidade de Moncarapacho. Segundo o mesmo projecto, a estação da Fuseta ficaria com a categoria de terceira classe.
Em 24 de Março de 1903, a Direcção de Sul e Sueste dos Caminhos de Ferro do Estado abriu um concurso para várias empreitadas, incluindo a construção da gare da Fuseta, no valor de 9 400 réis, que incluía um edifício principal, um cais coberto, vários muros de suporte e de resguardo, e um cais descoberto.
A estação da Fuseta foi inaugurada em 1 de Setembro de 1904, sendo então o terminal provisório do Caminho de Ferro do Sul.

### Século XXI
Em 2005, esta estação sofreu uma remodelação nas instalações eléctricas.

Em 2009, esta interface incluía duas vias de circulação, cada uma com 190 m de extensão, e duas plataformas, uma de 173 m, e outra de 94 m de extensão; a altura de ambas as gares era de 45 cm. Em Janeiro de 2011, as plataformas já tinham sofrido alterações, passando a ter 174 e 95 m de comprimento, e 40 cm de altura; não se verificaram quaisquer modificações nas linhas.  Estes valores foram mais tarde alterados para os atuais.
Em 7 de Novembro de 2011, a Rede Ferroviária Nacional abriu um contrato para várias intervenções nesta estação; nas alterações programadas estava incluída a reparação das passadeiras de madeira, troca de travessas de madeira por betão, e substituição de carris defeituosos e dos aparelhos de mudança de via.

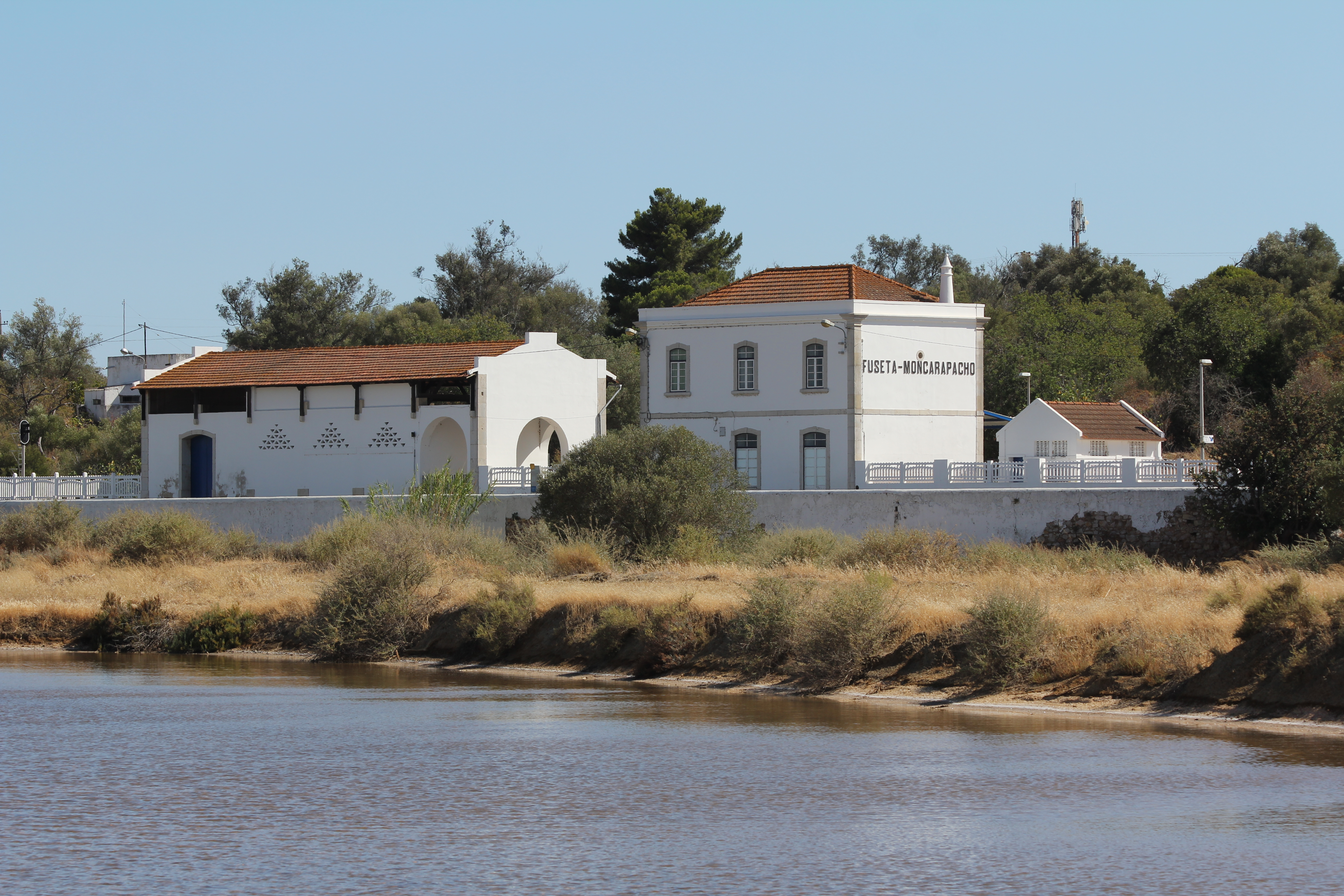
Vista geral da Estação de Fuseta-Moncarapacho, em Agosto de 2019.

### Movimento de passageiros e mercadorias
Desde a sua inauguração, previa-se que a estação da Fuseta viesse a ter um elevado movimento, devido ao facto de servir a importante Freguesia de Moncarapacho, e de se tornar num centro de expedição de produtos piscícolas.
Ao longo do século XX, a estação da Fuseta foi muito utilizada por veraneantes, e manteve um tráfego constante de passageiros com as estações de Olhão, Tavira e Faro.
Também no século XX, os habitantes da Fuseta utilizaram o comboio nas suas deslocações para Lisboa, onde se integravam nas frotas bacalhoeiras no Atlântico Norte. Os pescadores deslocavam-se até à estação em carro de mula, seguindo depois para a capital no último comboio da noite, mais conhecido como comboio-correio, enquanto que as caixas com os seus bens pessoais, denominadas de gorpelhas, iam em vagões especiais. No regresso dos pescadores, a sua roupa suja era trazida de comboio ou camião, por vezes muito atrasada, sendo normalmente lavada nos olheiros, nascentes de água perto da estação.
No movimento de mercadorias desta estação, destacou-se a exportação de peixe salgado ou congelado, sal (especialmente para Aveiro), e trigo (principalmente para Faro); estes dois últimos produtos eram expedidos em regime de Grandes Volumes (vagões completos). Em regime de Pequenos Volumes em Grande Velocidade, destaca-se o envio de hortaliças e frutas (especialmente citrinos, enviados no Outono e Primavera, principalmente para Vila Nova de Gaia), polvo (no Outono) e azeite em embalagens (principalmente para Setúbal e Lisboa). Esta estação recebia, principalmente, marisco, para ser utilizado em viveiros, e sêmeas. Após a Segunda Guerra Mundial, verifica-se uma redução em geral no volume de mercadorias recebidas e expedidas; diminuíram as exportações de peixe, mas aumentaram as de polvo.